# Descarga eléctrica en gases
La descarga eléctrica en gases es un fenómeno físico que se produce cuando un flujo de electrones circula en un medio gaseoso y es debido a la ionización del gas. Dependiendo de varios factores, la descarga puede irradiar luz visible. Las propiedades de las descargas eléctricas en gases son estudiadas en conexión con el diseño de fuentes de luz y de equipamiento eléctrico de alto voltaje.

## Tipos de descarga

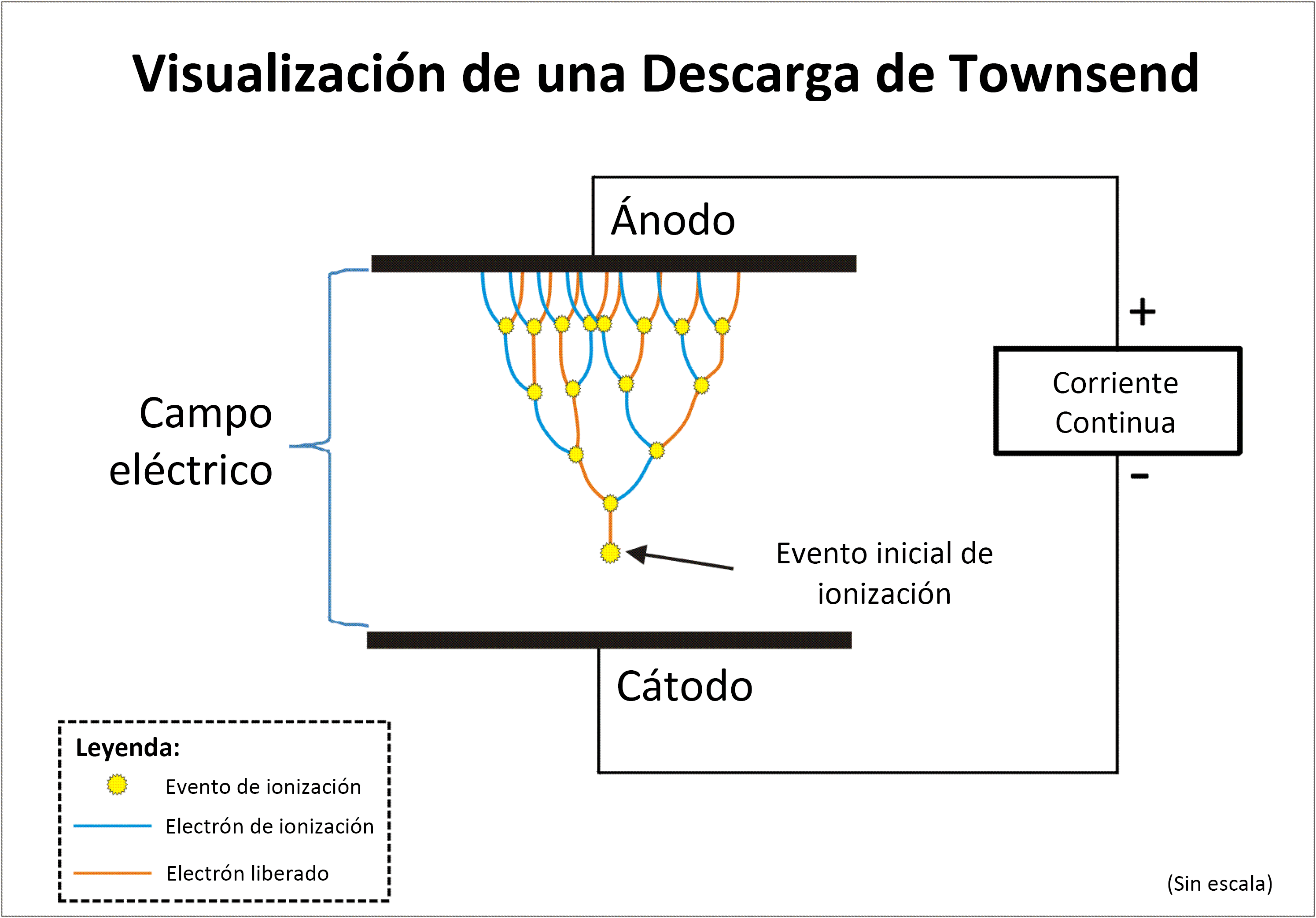
Efecto de descarga en cascada entre dos electrodos. El primer átomo ionizado libera un electrón, y cada colisión subsiguiente libera un electrón más lejano, de forma que dos electrones emergen de cada colisión: un electrón de ionización y un electrón liberado.

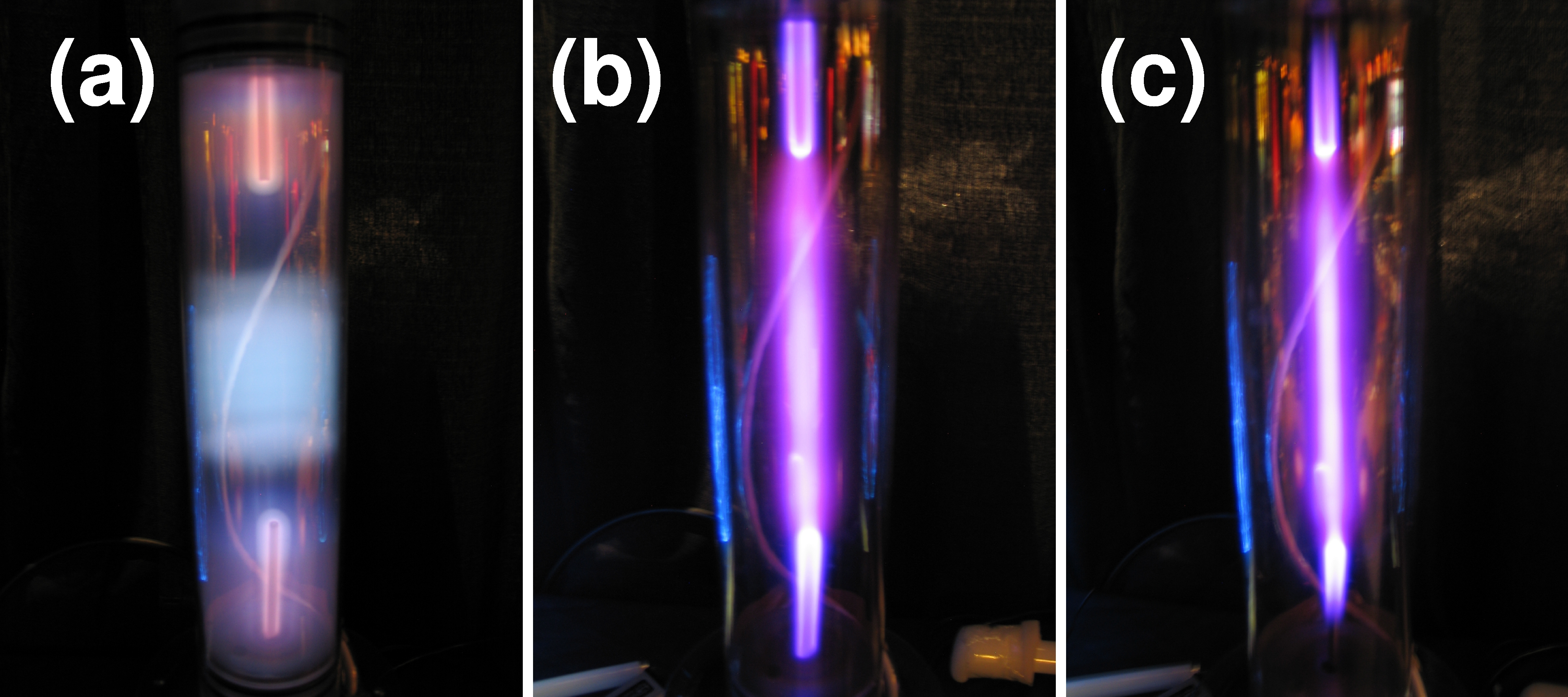
Transición del fulgor de un arco de descarga en argón, incrementando la presión del gas.

Características del Voltaje de descarga eléctrica en neón a 1 torr de presión con dos electrodos planos separados 50 cm.
A: pulsos aleatorios por radiación cósmica
B: corriente de saturación
C: descarga en cascada de Townsend
D: descaga auto-sostenida de Townsend
E: región inestable: efecto corona
F: descarga luminiscente infra-normal
G: descarga de refulgencia normal
H: descarga anormal
I: región inestable: transición al arco luminiscente
Jːarco eléctrico
Kː arco eléctrico
La región A-D se denomina de descarga oscura; hay alguna ionización, pero la corriente está por debajo de 10 microamperios y no se produce una cantidad significativa de radiación.
La región F-H se denomina de descarga luminiscente; el plasma emite un débil fulgor que ocupa casi todo el volumen del tubo; la mayoría de la luz es emitida por átomos neutros excitados.
La región I-K presenta un arco de descarga; el plasma está concentrado en un canal estrecho a lo largo del centro del tubo; se produce una gran cantidad de radiación.

En tubos de cátodo frío, el caudal eléctrico en el gas tiene tres regiones, según las distintas características del voltaje:
- I: descarga de Townsend, por debajo de la tensión de ruptura. En voltajes bajos, la  única corriente es la debida a la generación de iones en el gas por rayos cósmicos u otras fuentes de radiación ionizante. Cuando el voltaje aplicado va aumentado, los electrones libres portan energía suficiente para causar la ionización de otros átomos, provocando un alud de electrones en cascada. En este régimen, la intensidad de corriente pasa de femtoamperios a microamperios, es decir, se multiplica por nueve órdenes de magnitud, sin apenas variar el voltaje. El voltaje se acerca a la tensión de ruptura, haciéndose visible el fulgor.
- II: descarga luminiscente, que ocurre una vez que se alcanza la tensión de ruptura. El voltaje a través de los electrodos de repente decrece y la corriente aumenta a la gama de los miliamperios. Con corrientes más bajas, el voltaje a través del tubo es casi constante; propiedad que se utiliza en estabilizadores de tensión de descarga luminosa. Para corrientes más bajas, el área de los electrodos cubierta por la descarga es proporcional a la corriente. Con corrientes más altas, la refulgencia normal se convierte en refulgencia infra-normalː el voltaje a través del tubo aumenta gradualmente, y las  descargas refulgentes recubren más y más la superficie de los electrodos. Conmutadores de baja potencia (tiratrones), estabilizadores de voltaje, y  aplicaciones de iluminación (como tubos Nixie, decatrones o lámparas de neón) operan en esta región.
- III: arco eléctrico, que se produce en la gama del amperio de corriente; el voltaje a través del tubo decae con la corriente creciente. Tubos conmutadores de alta tensión (como "triggered spark gap", ignitrones, tiratrones y kritrones -y sus válvulas termoiónicas derivadas, los sprytrones que utilizan arcos en vacío-, válvulas de vapor de mercurio de alta potencia, y fuentes de luz de alta potencia, como las lámparas de vapor de mercurio y lámparas de haluro metálico) operan en esta gama.

La descarga luminiscente es provocada por los electrones que inciden en los átomos de gas ionizándolos. Para la formación de la descarga, el camino libre medio de los electrones tiene que ser razonablemente muchas veces más corto que la distancia entre los electrodos; por lo tanto, las descargas no se producirán fácilmente con electrodos muy próximos o con presiones de gas elevadas.
La tensión de ruptura para la descarga luminiscente depende no-linealmente del producto de la distancia entre los electrodos y la presión del gas según la ley de Paschen. Para ciertos valores de [distancia × presión], se presentan valores de tensión de rotura más bajos. El aumento del voltaje de descarga para distancias entre electrodo más cortas está relacionado con longitudes medias de los electrones demasiado largas en comparación con la distancia entre los electrodos.
Puede añadirse al tubo una pequeña cantidad de un elemento radiactivo cualquiera como una pieza separada de material (como níquel-63 en krytrones) o como aditivo en la aleación de los electrodos (como el torio), que sirven para pre-ionizar el gas y aumentar la fiabilidad de la descarga luminiscente, la tensión de rotura o el arco de descarga de ignición. También puede utilizarse un isótopo radioactivo gaseoso, como por ejemplo el criptón-85. Electrodos de ignición y electrodos de sostenimiento de descarga también pueden ser empleados.
La relación E/N entre el campo eléctrico E y la concentración de partículas neutras N es a menudo utilizada como parámetro de cálculo, porque la energía media de los electrones (y por lo tanto, muchas otras propiedades de la descarga) es función de E/N. Aumentar la intensidad eléctrica E por un factor q tiene el mismo efecto que reducir la densidad del gas N en el factor q.
La unidad del Sistema Internacional es V·cm², pero la unidad denominada Townsend (Td) es frecuentemente utilizada.

## Aplicación en computación analógica
El uso de dispositivos de descarga luminiscente para la solución de ciertos problemas para determinar itinerarios optimizados fue descrito en 2002.
Según un artículo de la revista Nature, investigadores del Imperial College de Londres demostraron cómo construir un mini-mapa que da a los turistas indicaciones luminosas de la ruta a seguir. Fabricaron un chip con el plano de las calles del centro Londres de una pulgada de tamaño grabadas en una lámina de vidrio, situando una tapa plana sobre la parte superior, de forma que el trazado de las calles se convierte en una especie de red de tubos vacíos. Llenaron estos canales con gas helio, e insertaron electrodos en la localización sobre el mapa del dispositivo de destinos turísticos clave. Cuando se aplica un voltaje entre dos puntos, la electricidad naturalmente localiza la trayectoria más corta entre los dos puntos a través de la red de calles, iluminando el recorrido óptimo.Este dispositivo representa una novedosa aplicación de la informática analógica para solucionar una extensa clase de problemas relacionados con el cálculo de recorridos óptimizados basados en las propiedades de la descarga luminiscente.